# Litodamus
Genre
Litodamus est un genre d'araignées aranéomorphes de la famille des Nicodamidae.

## Distribution
Les espèces de ce genre sont endémiques de Tasmanie en Australie.

## Liste des espèces
Selon World Spider Catalog (version 17.5, 20/09/2016) :
- Litodamus collinus Harvey, 1995
- Litodamus hickmani Harvey, 1995
- Litodamus olga Harvey, 1995.

## Publication originale
- Harvey, 1995 : The systematics of the spider family Nicodamidae (Araneae: Amaurobioidea). Invertebrate Taxonomy, vol. 9, no 2, p. 279-386.